# 格朗德特尔岛 (马约特)
格朗德特尔岛（法語：Grande-Terre，法語發音：[ɡʁɑ̃d tɛʁ]，意为“大土地”）是法国海外省马约特的主岛。该岛位于印度洋莫桑比克海峡北部，即马达加斯加西北部和莫桑比克东北部之间。

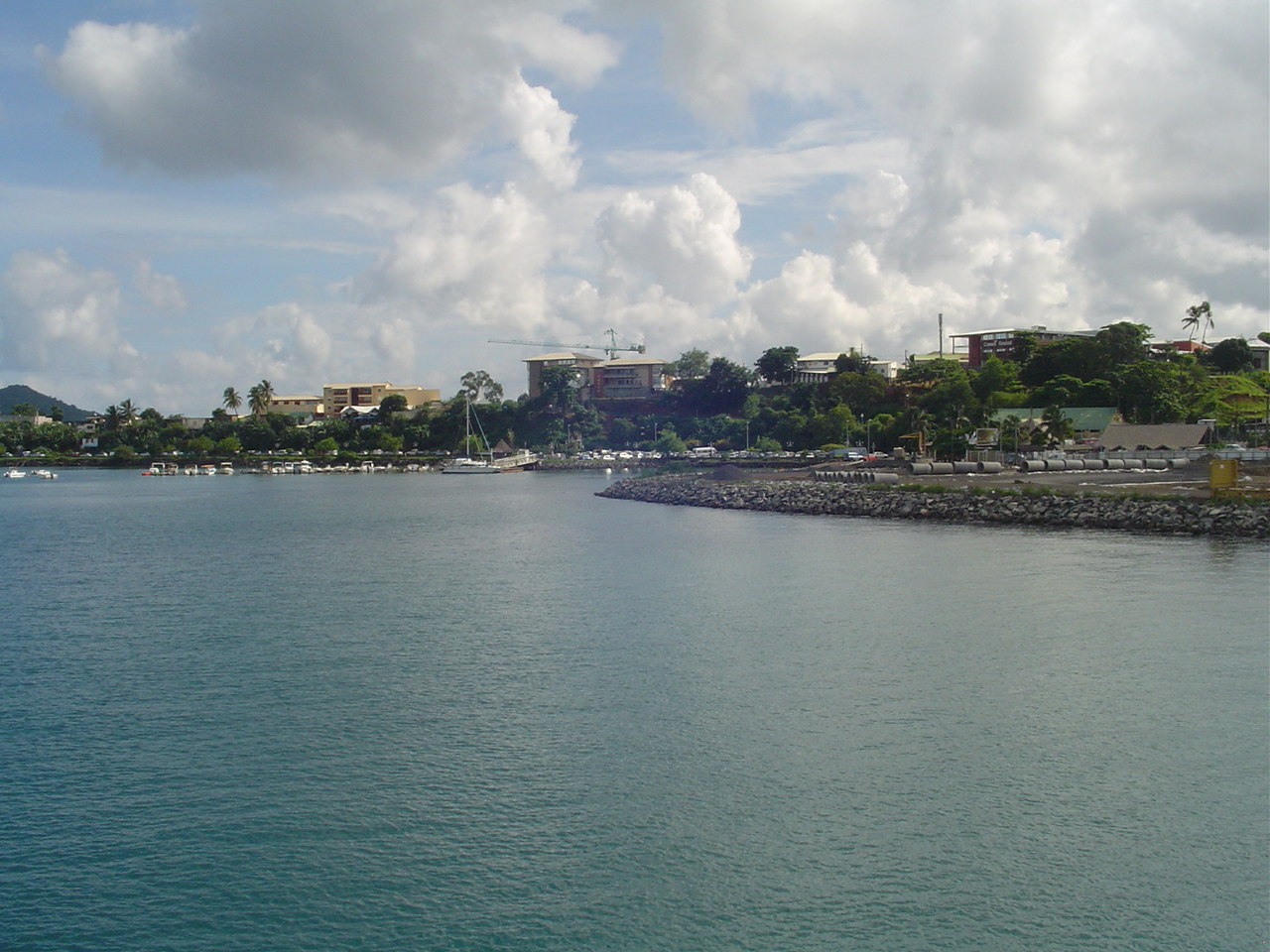
马约特
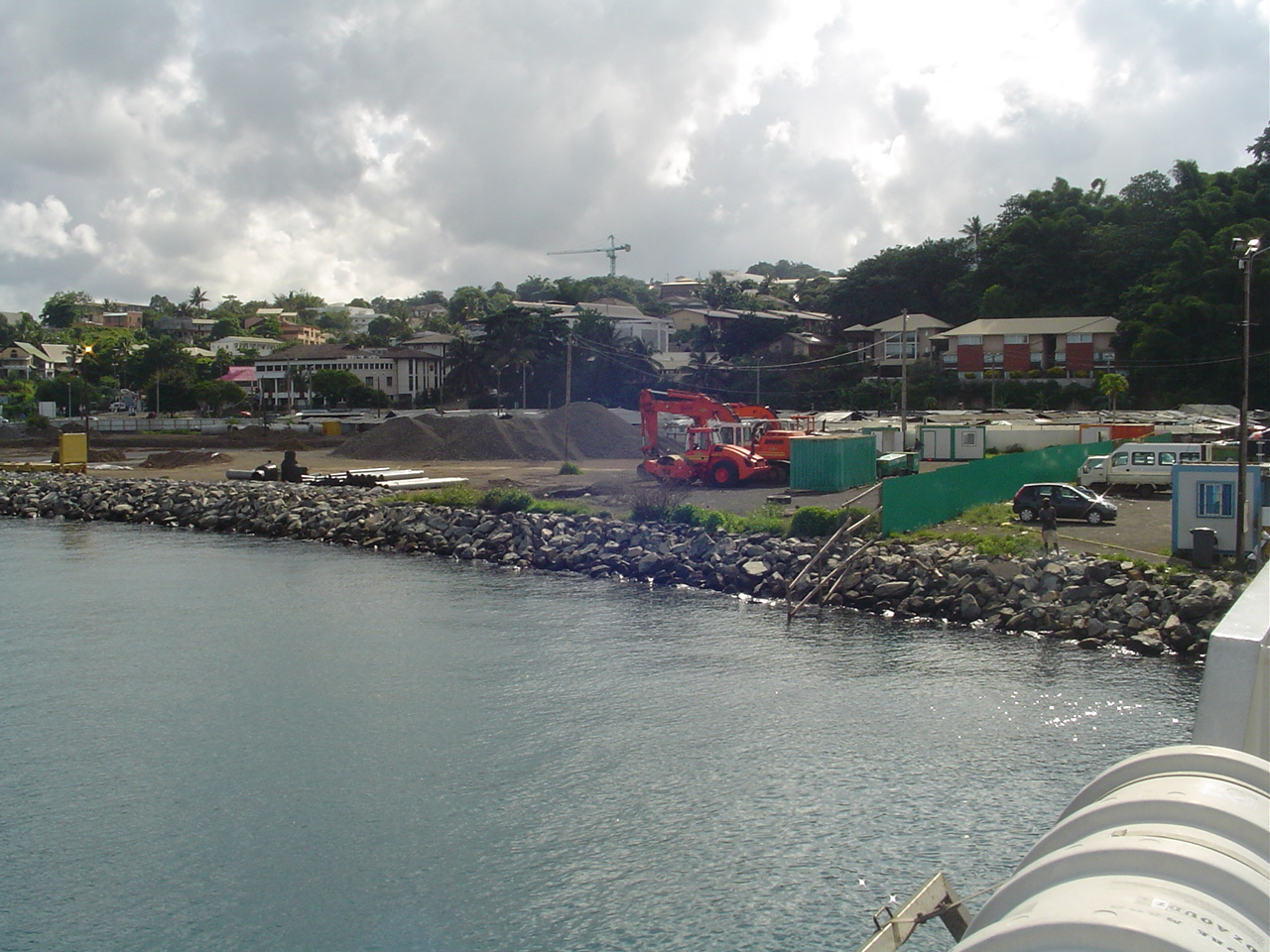
马约特郊区